# 1173 Anchises
1173 Anchises је Јупитеров тројански астероид. Приближан пречник астероида је 126,27 ,
а средња удаљеност астероида од Сунца износи 5,312 астрономских јединица (АЈ).
Инклинација (нагиб) орбите у односу на раван еклиптике је 6,911 степени, а орбитални период износи 4472,963 дана (12,246 године). Ексцентрицитет орбите астероида износи 0,138.
Апсолутна магнитуда астероида износи 8,89 а геометријски албедо 0,030.
Астероид је откривен 17. октобра 1930. године.